# Acid cysteic
Acid cysteic, hay 3-sulfo-l-alanine là một hợp chất hữu cơ với công thức HO3SCH2CH(NH2)CO2H. Chất này thường được gọi là cysteat. Khi nồng độ pH đạt mức độ gần trung tính, chất sẽ tồn tại dưới dạng −O3SCH2CH(NH3+)CO2−.
Acid cysteic là một amino acid được sinh ra từ cystein oxy hóa, Theo đó, gốc thiol hoàn toàn được oxy hoá thành gốc acid sulfonic/sulfonat. Chất được chuyển hoá sinh học thông qua 3-sulfolactat thành pyruvat và sulfit/bisulfit. Enzym L-cysteate sulfo-lyase làm xúc tác cho sự chuyển đổi này. Cysteate là một hợp chất tiền tố sinh tổng hợp của taurin trong loài vi tảo. Đối lập với nó, hầu hết các taurine trong động vật được sản sinh từ cystein sulfinat.